# Беліш (комуна)
Беліш (рум. Beliș) — комуна у повіті Клуж в Румунії. До складу комуни входять такі села (дані про населення за 2002 рік):
- Белчешть (150 осіб)
- Беліш (525 осіб)
- Джуркуца-де-Жос
- Джуркуца-де-Сус (171 особа)
- Дялу-Ботій (53 особи)
- Пояна-Хоря (424 особи)
- Сміда (61 особа)

Комуна розташована на відстані 345 км на північний захід від Бухареста, 44 км на захід від Клуж-Напоки.

## Населення
За даними перепису населення 2002 року у комуні проживали 1384 особи.
Національний склад населення комуни:
| Національність | Кількість осіб | Відсоток |
| -------------- | -------------- | -------- |
| румуни         | 1381           | 99,8%    |
| угорці         | 2              | 0,1%     |
| німці          | 1              | 0,1%     |

Рідною мовою назвали:
| Мова      | Кількість осіб | Відсоток |
| --------- | -------------- | -------- |
| румунська | 1383           | 99,9%    |
| угорська  | 1              | 0,1%     |

Склад населення комуни за віросповіданням:
| Релігія        | Кількість осіб | Відсоток |
| -------------- | -------------- | -------- |
| православні    | 1304           | 94,2%    |
| п'ятдесятники  | 74             | 5,3%     |
| греко-католики | 3              | 0,2%     |
| римо-католики  | 2              | 0,1%     |
| реформати      | 1              | 0,1%     |